# Danny Wells
Jack Westelman (Montreal, 7 de abril de 1941 - Toronto, 28 de novembro de 2013), mais conhecido pelo nome artístico Danny Wells, foi um ator e dublador canadense. Ficou conhecido ao interpretar Luigi em The Super Mario Bros. Super Show!, ao lado de Lou Albano, como Mario Bros.. 
Danny era parceiro de Lou Albano (1933-2009), que intepretou Mario Bros na série animada de 1989, The Super Mario Bros. Super Show!.
Danny Wells morreu em 28 de novembro de 2013, aos 72 anos.